# Neoarcturus obesopleon
Neoarcturus obesopleon is een pissebed uit de familie Holidoteidae. De wetenschappelijke naam van de soort is voor het eerst geldig gepubliceerd in 2007 door Kensley, Schotte & Poore.